# Georges Destenave
Georges Matthieu Destenave (Saint-Cricq-Villeneuve,17 de mayo de 1854 - Tolón, 23 de diciembre de 1928) fue un militar y explorador francés.

## Biografía
En 1874 entró en la escuela militar de Saint-Cyr y en 1887 fue ascendido a capitán. En 1892, Destenave fue destinado a la provincia argelina de Saïda, y entre 1892 y 1894 participó en varias campañas desarrolladas por el ejército en el Sudán francés contra Samory Touré.
Destenave llevó a cabo una misión en el recodo del Níger. En abril de 1895, salió de Bandiagara, exploró el Yaga, pasó por Lampiéri y Niouma. Al serle denegada la entrada a Uagadugú, se dirigió hacia el sur, luego regresó a Ouarkoy, cruzó el río Volta, recorrió la región de Liptako y regresó a Bandiagara.
Permaneció en el Sudán francés hasta julio de 1898, periodo en el que firmó varios tratados de protectorado con jefes locales. En noviembre de ese año obtuvo una licencia para recuperarse en Francia de sus problemas de salud. 
En 1900, fue encargado de una misión destinada a explorar África Central y el lago Chad. Fue nombrado gobernador militar del territorio francés del Chad en 1900 y estuvo también en el Haut-Chari, región creada por Francia en el Congo francés. Se escribió que el gobierno de Destenave era tan represivo y los azotes con el látigo tan frecuentes que la referencia al «Código Destenave»" se volvió común.
En 1904, por motivos de salud, se retiró a París. Durante la Primera Guerra Mundial, como coronel de infantería retirado estuvo al mando de brigadas de campaña territoriales y resultó herido en un brazo en octubre de 1916. Pasó a la reserva en 1923 y murió en Tolón en 1928.
Destenave publicó dos artículos científicos, el primero en la Revue de Géographie titulado Deux années de commandement dans la région du Tchad (1900-1902) y, el segundo en la Revista General de Ciencias, sobre geografía, fauna y flora africanas.